# Belweder
Belweder (numele complet Palatul Belweder, poloneză Pałac Belwederski, de la cuvântul italian belvedere) este un palat din Varșovia, localizat câțiva kilometri mai la sud de Castelul Regal. Președintele Poloniei, Bronisław Komorowski, a făcut Belweder reședința sa oficială. Palatul este recunoscut după vodca Belvedere omonică; pe brandul sticlei apare o imagine a palatului. 

## Istorie

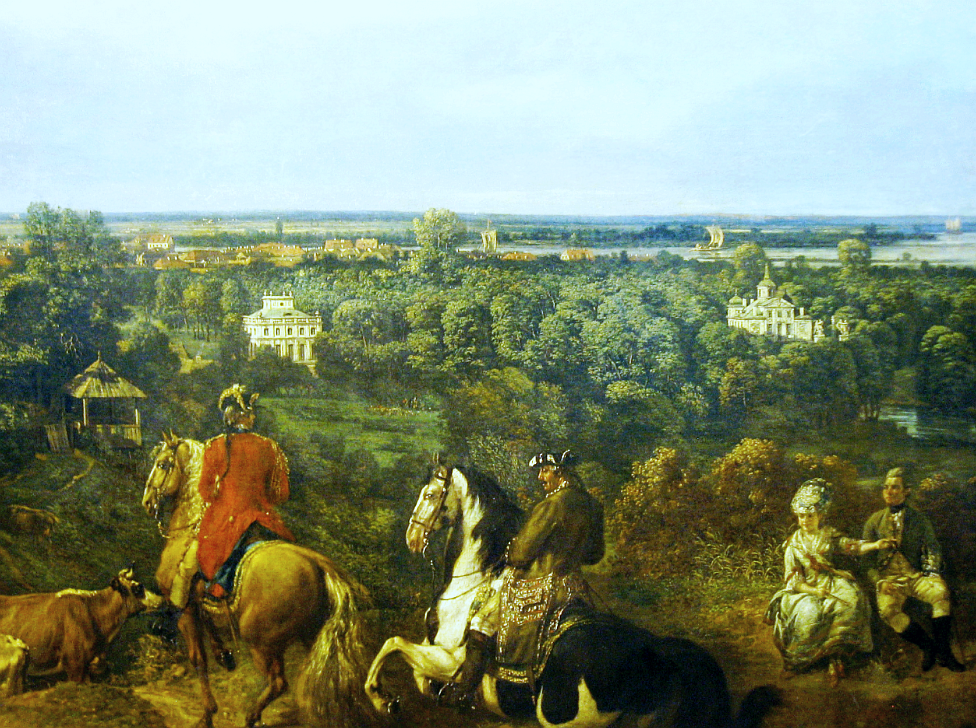
Parcul Łazienki în 1775 de Bernardo Bellotto

Clădirea actuală este ultima dintr-o serie de clări, aflându-se pe acest site din 1660. Odată, Belweder a aparținut ultimului rege al Poloniei, Stanisław august Poniatowski, care l-a folosit ca o manufactură de porțelan Din 1818 el a fost reședința Marelui Duce Constantin Pavlovici al Rusiei, care a fugit când s-a început Revolta din Noiembrie în 1830.
După restabilirea independenței Poloniei când s-a încheia Primul Război Mondial, a fost (cu o pauza între 1922 și 1926) reședința mareșalului Józef Piłsudski, Șef de Stat (1918-1922) și mai târziu (1926-1935), Ministru Afacerilor Militare a Poloniei, care a murit în 1935. (În timpul lovitura de stat din mai 1926, președintele Stanisław Wojciechowski a fost dcetronat de forțele lui Piłsudski.)
În timpul celui de-Al Doilea Război Mondial, clădirea a fost remodelată pe larg pentru Ludwig Fischer, guvernatorul Varșoviei ocupate în „Guvernământul General” al Poloniei. Aceasta rămâne una dintre puținele structuri originale din Varșovia care au supraviețui în cel de-Al Doilea Război Mondial.
În 1945-1952 el a fost reședința lui Bolesław Bierut,și mai târziu a președintelui Consiliului de Stat. Din 1989 până în iulie 1994, a fost resedinta oficiala a președintelui Poloniei, dar s-a dovedit prea mic pentru acest scop.
Protecția Palatul Belweder de către Biroul de Protecție Guvernamental (Biuro Ochrony Rządu, abreviat BOR) a fost un lucru dificil, deoarece palatul este situat pe un deal pe care-l împarte cu popularul Parc Łazienki, situat mai jos, o majoră atracție turistică. Din motive de securitate, parcul a trebuit să fie parțial închis în timpul vizitelor șefilor de stat străini la Belweder. Din cauza dimensiunilor Parcului Łazienki, acest lucru s-a dovedit a fi dificil și costisitor (lua mult timp), iar presa poloneză și-a bătut joc de agenții Serviciului Secret care verificau tufele șii tulburarau pe păuni.
Belweder este folosit în mod normal de către președinte și guvern pentru scopuri ceremoniale, în timp ce președintele se află la „Palatul Președințial” din centrul orașului. De asemenea, servește ca o reședință oficială pentru vizitele oficiale a șefilor de stat în Polonia și alte persoane importante. Au existat planuri de a transforma Palatul Belweder într-un muzeu dedicat lui Józef Piłsudski. În prezent, adapostește o mică expoziție dedicată mareșalului. Cu toate acestea, președinte Poloniei, Bronisław Komorowski, a declarat că în cele din urmă va locui la Belweder, dar că va lucra la Palatul Președințial.